# Публий Ситтий
Пу́блий Си́ттий (лат. Publius Sittius; убит вскоре после 15 марта 44 года до н. э., провинция Нумидия, Римская республика) — древнеримский всадник, командир наёмников, участник гражданской войны 49—45 годов до н. э.

## Биография
Публий происходил из Нуцерии в Кампании; его отец, носивший тот же преномен — Публий, поддерживал римлян во время Союзнической войны 91—88 годов до н. э. Известно также, что семья Ситтия была связана узами дружбы и гостеприимства с Туллиями Цицеронами.
Занимался ростовщичеством, предоставлял ссуды провинциальным общинам, а также союзным городам и правителям. Был замешан в заговоре Катилины, в 64 году до н. э. выехал в Дальнюю Испанию, по-видимому, как агент руководителя заговора, с заданием собрать войска и устроить беспорядки; позднее перебрался в Мавретанию.
Возможно, его отъезд из Рима был вызван не столько политикой, сколько стремлением скрыться от кредиторов, так как из-за своих рискованных финансовых операций Ситтий влез в долги. Для того, чтобы частично их погасить, Публий Корнелий Сулла, представлявший интересы Ситтия, продал его италийские поместья.
Марк Туллий Цицерон во время своего наместничества в Киликии получил от Марка Целия Руфа несколько писем с напоминанием о том, что следовало бы истребовать с тамошних общин деньги, которые они должны Ситтию.
По-видимому, Ситтий не смог поправить свои дела, был осуждён и приговорён к изгнанию. Ещё находясь в Италии и Испании, он собрал наёмное войско и эскадру кораблей. Переправившись с этими силами в Африку, участвовал в войнах между тамошними царями. По словам Аппиана, его войска неизменно одерживали победы, в результате чего Ситтий достиг большой известности, а его войско приобрело значительный военный опыт. Во время гражданской войны 49—45 годов до н. э. Публий активно содействовал Гаю Юлию Цезарю в африканской кампании 46 года. Вместе с царём Бокхом II Ситтий напал на владения Юбы I, взял Цирту и несколько городов гетулов. Эта диверсия вынудила Юбу, двинувшегося на помощь помпеянцам, повернуть назад.
Затем он штурмом взял укрепление, в котором находился главный продовольственный и военный склад Юбы. Тем не менее, Юба всё-таки направился на соединение с войсками Квинта Цецилия Метелла Сципиона, а против Ситтия выставил отряд префекта Субурры. После битвы при Тапсе Ситтий уничтожил Субурру и его войско, а затем выступил навстречу Юлию Цезарю. По пути он наткнулся на пятитысячный отряд Фавста Корнелия Суллы и Луция Афрания, отступавший из Утики. Однако, устроив засаду, Ситтий разгромил силы помпеянцев. Сулла и Афраний были схвачены, а после, по официальной версии, убиты взбунтовавшимися солдатами (впрочем, следует отметить, что уже в античную эпоху ряд авторов предполагали, что они были казнены по тайному приказу диктатора).
Метелл Сципион с несколькими командирами пытался бежать морем в Испанию, но сильный ветер отнёс их к Гиппон-Регию, где стояла эскадра Ситтия. Тот атаковал их превосходящими силами и потопил корабли. При этом погибли сам Сципион, Лициний Дамасипп, Луций Манлий Торкват и некто Плеторий Рустиан.
Гай Юлий Цезарь наградил Ситтия и Бокха за помощь, разделив между ними земли царя Массинисы, союзника Юбы. Публий получил самые лучшие земли, и раздал их своим солдатам. После убийства диктатора сын Массинисы, Арабион, весной 44 года до н. э. коварным образом убил Ситтия. Цицерон по этому поводу заметил в письме к своему давнему другу и публикану Титу Помпонию Аттику, что нисколько не осуждает Арабиона.
Солдаты Ситтия, носившие прозвание «ситтианцев», во время гражданской войны 44—42 годов до н. э. примкнули к цезарианцам и помогли их ставленнику Титу Секстию одержать победу над наместником Африки Квинтом Корнифицием.